# Saint-Elzéar, Chaudière-Appalaches
Saint-Elzéar är en kommun och tätort (centre de population) i provinsen Québec i Kanada. Den ligger i regionen Chaudière-Appalaches, i den sydöstra delen av landet, 400 km öster om huvudstaden Ottawa. Kommunen bildades 1994 genom sammanslagning av bykommunen med samma namn och kommunen Saint-Elzéar-de-Beauce.